# Grau (Astúries)
|  | «Grado» redirigeix aquí. Si cerqueu el municipi italià, vegeu «Grado (Gorizia)». |

Grau (castellà: Grado) és un conceyu (municipi) de la Comunitat Autònoma del Principat d'Astúries. Limita al nord amb Candamu i Les Regueres, a l'est amb Proaza, Santo Adriano i Oviedo/Uviéu, al sud amb Teberga i Yernes y Tameza i a l'oest amb Belmonte de Miranda i Salas.

## Història

### Prehistòria i romanització
Les restes més antigues del Concejo són de l'edat de bronze i uns altres pocs recintes de castrum que són simples penyals fortificats, i que és el testimoniatge que va deixar l'edat de ferro. De la seva època romana, igual que haver-hi importants restes romanes en els concejos pròxims aquí no ha arribat cap resta. Això, en part és degut al fet que la demarcació que té actualment el concejo no tindria gens a veure amb la configuració territorial d'aquella època.

### Edat mitjana
Sí que hi ha restes del seu poder feudal com són les torres fortificades de Villanueva, Báscones i la torre de Coalla. És en l'alta edat mitjana, quan ens arriba una gran quantitat de documentació. El que sí aquesta clar és que en aquella època el que entenem per Grau, no constituïa una unitat, ja que havia tres demarcacions molt diferenciades: Pramaro, Salcedo i Bayo o Grado.

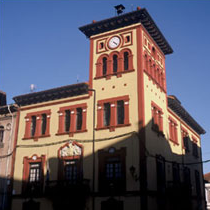
Ajuntament de Grado

No seria fins al segle xiii, quan es constitueixi la pobla que engloba les tres unitats i a més a Candamu. La nova vila rebrà el nom d'un dels territoris. El concejo i la mitra ovetenca arribessin a un acord en el repartiment de rendes. La vila s'instal·la en un lloc ric i freqüentat en les rutes del camí de Santiago, sent per tant una vila típica del camí, amb carrer central i les cases als laterals. La vila tenia muralla i fossa, va aconseguir un gran desenvolupo sent una de les més importants d'Astúries. Va ser una vila molt activa agermanant-se amb diferents concejos i regions pròximes. En el segle xiv, Grado no podrà quedar fora de la influència dels grans senyorius, ja que va ser part de les terres del comte Alfonso, bastard d'Enric II de Castella i passant un segle més tard a la família Quiñones. No aconseguirà la seva autonomia fins a finals del segle xv, encara que l'ajuntament va acabar caient en mans nobiliàries, això va ser degut al fet que en la junta concejil cada vegada era més influent l'aristocràcia que acabaria duent el monopoli fins al segle xviii, amb una gran oposició veïnal.

### Edat Moderna
En el segle xvi, amb la desamortització eclesiàstica de Felip II d'Espanya, algunes jurisdiccions senyorials van canviar de mans, així el vedat de Peñaflor va ser redimit pels seus habitants, el vedat de Priañes passa per comprar a la casa de Dasmarinas, com molts més que van ser canviant de mans. Fou en el segle xviii, quan les gents de Grau van oferir al rei una quantitat en canvi de què poguessin escollir els seus càrrecs regidors, ja que estaven usurpats per unes famílies durant diversos segles. Serà l'Audiència d'Oviedo la qual fallarà en contra del monopoli d'aquestes famílies en 1774 i la Cancelleria ho confirmés en 1783. Però tanmateix, seguirà havent nombrosos vedats en aquesta zona, el que indica que estaran fora de la jurisdicció ordinària, ja que estan sota l'autoritat del seu senyor. En aquesta època tenim encara els següents vedats: el vedat de La Mata de Morella, el vedat de Peñaflor, el vedat de San Juan de Villapañada, el vedat de Cabruñana, etc.

### Seglexixfins ara
El segle xix, va tenir nombrosos esdeveniments. La guerra de la Independència presenta al concejo un especial protagonisme, creant-se un regiment amb mossos del lloc que duu el nom del concejo i lluiten lluny del seu territori. La seva vila va ser envaïda quatre vegades i això va tenir fatals conseqüències en el seu patrimoni artístic. Les principals lluites del Principat van tenir lloc en el congost de Peñaflor, lloc que també va tenir importància a les guerres carlines.
La seva configuració administrativa experimenta grans canvis i Grado tindrà a la fi d'aquest segle la mateixa configuració dels nostres dies. Així Candamu, que estava integrat a Grado, intenta la seva separació que assolís a la fi del segle. També en aquest segle s'incorporen a la seva jurisdicció vedats senyorials com els de Peñaflor, San Juan de Villapañada, Priañes, etc. A partir de la meitat del segle xx, Grado s'ha especialitzat en una ramaderia de tipus lacti amb l'abandó de les seves zones agrícoles i amb una escassa industrialització.

## Geografia

### Parròquies
El municipi de Grado/Grau està format per 28 parròquies.
| - Ambás - Báscones - Bayo - Berció | - Cabruñana - Castañedo - Coalla - El Fresno | - Grado - Gurullés - La Mata - Las Villas | - Peñaflor - Pereda - Rañeces - Restiello | - Rodiles - Rubiano - Sama de Grado - Santa María de Grado | - Santa María de Villandás - Santianes de Molenes - Santo Adriano del Monte - Sorribas | - Tolinas - Vigaña - Villamarín - Villapañada |

### Pobles i llogarets
Cadascuna de les 28 parròquies rurals que componen el municipi de Grado/Grau comprenen un total de 192 pobles:
| - Acebedo - Agüera - Alcubiella - Alvaré - Ambás - Anzo - Arellanes - Ballongo - Barredo - Bárzana - Barrio Azul - Báscones - Baselgas - Belandres - Borondes - Bustiello - Cabruñana - Cadenado - Caleya - Campamojada - Campo del Cura - Campo del Valle - Capítulo - Carroceda - Casas de Abajo - Casas del Monte - Castaños - Cañedo - Cima de Grado - Coalla - Coallajú - Corros | - Cubia - Cueto - Doró - El Bondello - El Bravuco - El Cabañin - El Caliente - El Carbayín - El Fresno - El Gorrion - El Hortigal - El Lado - El Llanon - El Lobio - El Medio - El Merín - El Rebollal - El Regueral - El Reguero - El Rellán - El Retiro - El Terrero - El Torno - El Xaviel - El Xorro - Entre el Valle - Entre la Fuente - Entre la Iglesia - Entre Los Ríos - Escalada - Fozante - Fuejo | - Grado - Hispanes - Infiesta - La Asniella - La Barraca - La Barraca de Abajo - La Bellota - La Borbolla - La Cabaña - La Caborna - La Calea - La Campusa - La Carballeda - La Caridad - La Cai - La Condesa - La Corredoria - La Espina - La Espriella - La Figal - La Fojaca - La Formiguera - La Fuécara - La Fueja - La Gáraba - La Linar - La Llamiella - La Mata - La Matiega - La Piedra - La Portiella - La Quintana | - La Tejera - La Toba - La Tronca - La Vallina - La Vega - La Vega - La Zurraquera - Las Casucas - Las Corradas - Las Cortes - Las Corujas - Las Ferreras - Las Murias - Las Novales - Las Ordaliegas - Las Villas - Llamas - Llantrales - Llavayos - Llera - Loredo - Los Barreiros - Los Fornos - Los Llanos - Los Llanos - Los Llanos - Los Lodos - Los Macetes - Molinos de Agosto - Momalo - Morana - Moutas | - Nalió - Noceda - Nores - Palacio - Pando - Panicera - Panizal - Pedredo - Pereda - Peñaflor - Picalgallo - Picaroso - Pozanco - Prioto - Puente de Seaza - Pumarin - Rañeces - Reconco - Restiello - Río Ferreiros - Riviellas - Robledo - Rodaco - Rodiles - Rozadas - Rozallana - Rubiano - San Juan - San Martín - San Miguel - San Pedro - San Pelayo | - San Pelayo de Sienra - Santa Cristina - Santa María - Santianes de Molenes - Santo Adriano del Monte - Santo Dolfo - Seaza - Sestiello - Sobrepeñas - Sobrevega - Somines - Sorribas - Tablado - Tejedo - Temia - Tolinas - Trasmuria - Trillapeña - Vega de Anzo - Vega de Villaldín - Vega Peridiello - Vigaña - Villagarcía - Villahizoy - Villaldín - Villamarín - Villandás - Villanueva - Villar - Vio del Pedrouco - Vio del Pico - Vistalegre |

### Geografia física

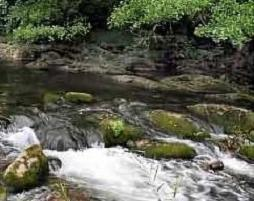
Riu Cubia

El concejo de Grado és un concejo de grans diferències quant a la geografia física. La seva part nord es troba en la Franja Litoral Asturiana, dominada per extenses valls i muntanyes de poca altitud. Cal esmentar que la part sud es troba immersa en plena Serralada Cantàbrica, arribant a arribar a altures importants com la del Picu la Berza, amb gairebé 1.500 metres d'altitud sobre el nivell del mar. Aquest increment d'altituds que van des dels 40 metres fins als 1500 li dona a aquest concejo una bellesa incomparable, podent observar paisatges molt dispars.

#### Fauna i flora
Amb la vegetació de clima oceànic podem gaudir d'enormes boscos de castanys, roures, faigs i bedolls. El color verd característic de la vegetació d'aquest clima dona frescor a aquesta terra. Entre la seva fauna destaquen el senglar, el cérvol, els urogallos fins i tot algun os bru.

#### Hidrografia
El principal riu del concejo de Grado és el Riu Nalón, que discorre per la part nord molt prop de la vila. El següent riu en importància és el Riu Cubia, que discorre per la mateixa vila, envoltat d'un bonic passeig fluvial i que finalitza sent afluent del Nalón. A més, també discorren pel concejo el Riu Vega i el Riu Las Varas. A més la vila està travessada per altres rius com són el Rodaco i el Martín; ambdós rius de poca importància.

## Evolució demogràfica
Aquest concejo tenia a principis del segle xx, una població de 17.125 habitants, donant ja en el seu cens de 1996 una població de 12.047, deu anys després en 2006 el seu cens va anar de 10.997 habitants. Aquesta pèrdua no es produí durant tot el segle, sinó que fou a partir de 1.950 quan va començar a perdre població. Aquest èxode coincideix amb el qual va haver-hi arreu d'Astúries de la població rural, però amb una diferència, aquí, encara que la seva població es trasllada a les ciutats del centre asturià, també es dirigeix a la mateixa capital del concejo. Això en nombres ens dona que les zones rurals perden un 61% de la seva població, però que el seu capital s'incrementa en un 74%.
Traduït al camp econòmic ens dona que el sector serveis està en gairebé la seva totalitat en Grau cabdal. El sector secundari dona ocupació gairebé exclusivament en les edificacions d'obres públiques. Mentre que el sector primari queda relegat al segon terme amb una puixant horta. La seva piràmide d'edats ens dona un progressiu envelliment, sent les persones amb més de 60 anys el 30% de la població i les menors de 20 només són el 22%. En el moment actual la població es troba en un repartiment completament diferent, així la major part de la població es concentra en la capital i en les parròquies situades en la part nord, les més pròximes a la carretera N-634 i la recent autovia A-63. Per contra, es despoblen les emplaçades entorn de la vall de Cubia i els seus afluents, quedant totalment deshabitada la de San Adriano del Monte.
Es manté a pesar d'això, una puixant horta que duu els seus productes al mercat de la vila i a altres més llunyans, i una important cabanya ramadera, amb més de nou mil caps, de les quals més de quatre mil són de raça asturiana. També cal destacar que gran part de l'agricultura és de caràcter autosuficient i ha estat reemplaçada per la ramaderia bovina. De tres o quatre vaques per casa, que era l'habitual en l'economia antiga es passa a un nombre molt més gran, que en els últims temps tendeix a incrementar-se. En un primer moment es va encaminar a la producció lletera, amb la introducció de vaques frisones, i en l'actualitat es tendeix a potenciar la vaca de raça asturiana, la vaca roxa que a la seva gran capacitat càrnia uneix una rusticitat que es basa en la seva adaptació a les condicions ambientals.

### Del Concejo
La població del concejo de Grau ha anat en progressiva disminució al llarg dels últims anys. Els principals factors són l'abandó de les activitats agràries, que comporta una perduda important d'ocupacions; i una població envellida com en la resta del país. La següent taula que expressa la població (INE) del concejo: 
| 1900   | 1910   | 1920   | 1930   | 1940   | 1950   | 1960   | 1970   | 1980   | 1990   | 2000   | 2001   | 2002   | 2003   | 2004   | 2005   | 2006   | 2007   |
| 17.125 | 18.158 | 18.300 | 17.666 | 17.318 | 17.885 | 16.343 | 13.990 | 13.009 | 12.048 | 11.666 | 11.585 | 11.518 | 11.405 | 11.237 | 11.128 | 10.997 | 10.950 |

### De la Vila
Tanmateix, la vila ha augmentat la població en els darrers anys, tot això motivat per l'èxode rural cap a la ciutat. La següent taula conté dades sobre la població de la vila:
| 2000 | 2001 | 2002 | 2003 | 2004 | 2005 | 2006 | 2007 |
| 7165 | 7174 | 7218 | 7298 | 7272 | 7218 | 7218 | 7286 |

### De les parròquies
La següent taula mostra la població de 2007 de cada parròquia del concejo segons l'INE.
| Parròquia | Població | Parròquia  | Població | Parròquia            | Població | Parròquia               | Població |
| Ambás     | 49       | El Fresno  | 140      | Rañeces              | 122      | Santianes de Molenes    | 154      |
| Báscones  | 266      | Grado      | 7286     | Restiello            | 50       | Santo Adriano del Monte | 0        |
| Bayo      | 155      | Gurullés   | 281      | Rodiles              | 81       | Sorribas                | 38       |
| Berció    | 85       | La Mata    | 557      | Rubiano              | 28       | Tolinas                 | 13       |
| Cabruñana | 46       | Las Villas | 27       | Sama de Grado        | 164      | Vigaña                  | 28       |
| Castañedo | 251      | Peñaflor   | 299      | Sta. Mª de Grado     | 127      | Villamarín              | 29       |
| Coalla    | 144      | Pereda     | 204      | Sta. Mª de Villandás | 122      | Villapañada             | 204      |

## Política
El concejo de Grado, és un concejo tradicionalment d'esquerres, des de 1979, el partit que més temps ha governat ha estat IU de la mà de José Sierra. A pesar d'això, per diversos factors i fins i tot pot ser que per un canvi de tendència, l'actual alcalde és el Popular Antonio Rey, qui va prendre possessió el 16 de juny de 2007 amb el suport del grup independent AIGRAS.
| Eleccions municipals |      |      |      |      |      |      |      |      |
| Partit               | 1979 | 1983 | 1987 | 1991 | 1995 | 1999 | 2003 | 2007 |
| IU                   | 7    | 10   | 10   | 9    | 5    | 6    | 8    | 5    |
| PSOE                 | 3    | 3    | 2    | 4    | 4    | 5    | 6    | 3    |
| PP                   | 3    | 4    | 3    | 2    | 7    | 3    | 3    | 6    |
| UCD/CDS              | 4    | -    | 2    | 1    |      |      |      |      |
| CIM                  |      |      |      | 1    | 1    |      |      |      |
| URAS                 |      |      |      |      |      | 3    | 0    | 0    |
| AIGRAS               |      |      |      |      |      |      |      | 3    |
| Total                | 17   | 17   | 17   | 17   | 17   | 17   | 17   | 17   |